# Квемо-Гургениани
Квемо-Гургениани (груз. ქვემო გურგენიანი) — село в Грузии, в муниципалитете Лагодехи края Кахетия. 

## География
Село расположено в восточной части края, в 5 километрах по прямой к северо-западу от центра муниципалитета Лагодехи.

## Население
По данным переписи населения 2014 года, в селе проживало 357 человек.
| Год  | Население | Мужчины | Женщины |
| ---- | --------- | ------- | ------- |
| 2014 | 357       | 184     | 173     |